# Озгёрюш (Бакай-Атинский район)
Озгёрюш (кирг. Өзгөрүш) — село в Бакай-Атинском районе Таласской области Кыргызстана. Административный центр Озгёрюшского аильного округа. Код СОАТЕ — 41707 220 835 01 0  .

## Население
В 1999 году население села составляло 4399 человек (2260 мужчин и 2139 женщин). По данным переписи 2009 года, в селе проживало 5009 человек (2557 мужчин и 2452 женщины).

## Известные уроженцы
- Канатбек Бегалиев (р.1984) — борец греко-римского стиля, серебряный призёр Олимпиады-2008.
- Арсен Эралиев (р.1990) — борец греко-римского стиля, чемпион Азии.